# رایدن (متال گیر)

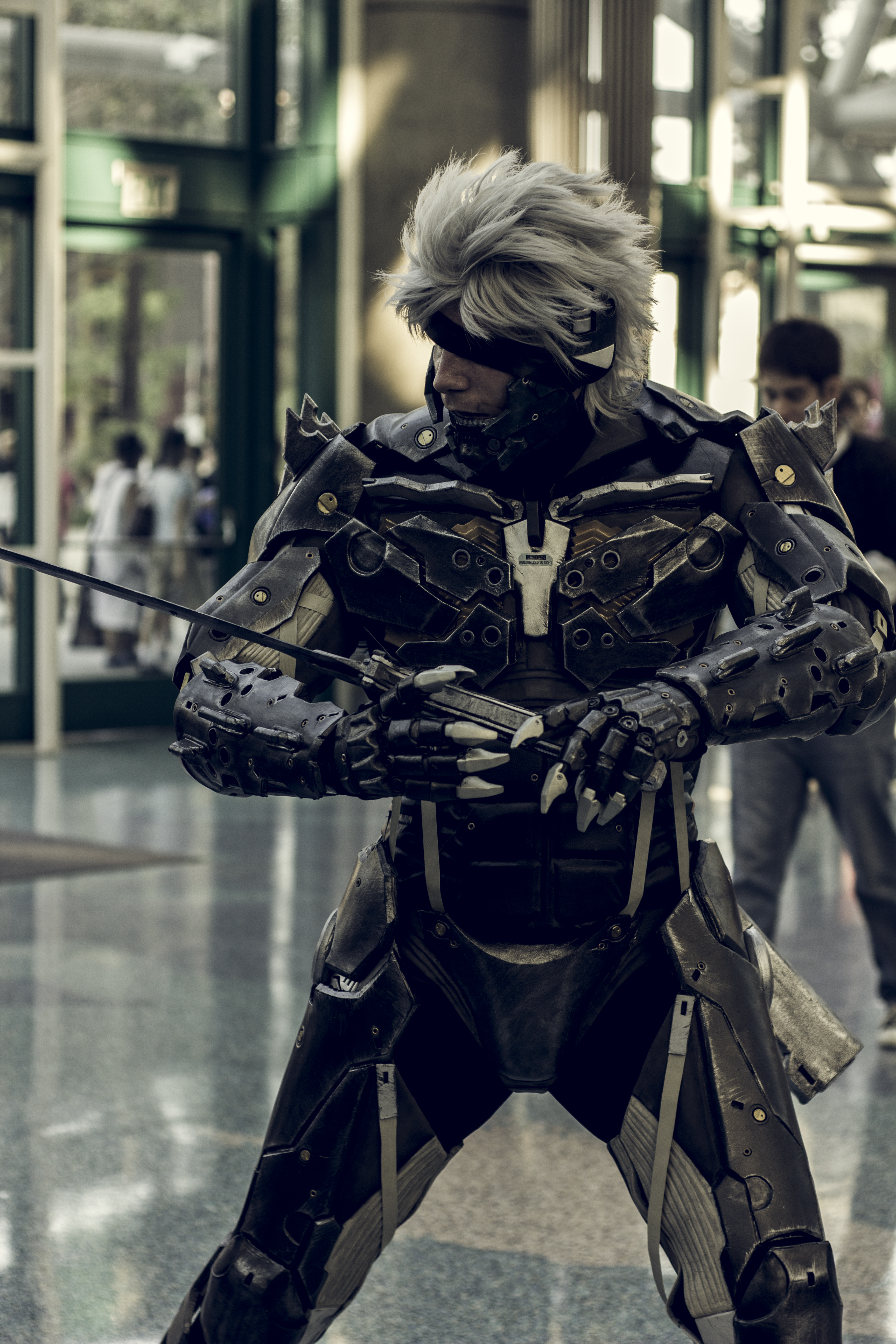
کازپلی از شخصیت رایدن

رایدن (به ژاپنی: 雷電) با نام اصلی جک، یکی از شخصیت‌های اصلی سری بازی‌های متال گیر بوده که در نقش مثبت در سری دوم بازی و نقش حامی در نسخه ۴: سلاح میهن‌دوستان بازی حضور دارد. سازنده آن شخصیت متیو لوئیس و طراح آن یوجی شینکاوا است. صداگذاری این شخصیت در انگلیسی کوینتن فلین و در ژاپنی توسط کنیو هوریوچی انجام شده است. این شخصیت برای پرورش شخصیت اسنیک از دید سوم شخص در نسخه دوم بازی به شخصیت اصلی تبدیل شد. او در نسخه‌ای فرعی از داستان متال گیر با نام متال گیر طلوع: انتقام دوباره یک بار دیگر به عنوان شخصیت اصلی ایفای نقش می‌کند.